# 糠南駅
糠南駅（ぬかなんえき）は、北海道（宗谷総合振興局）天塩郡幌延町字問寒別にある北海道旅客鉄道（JR北海道）宗谷本線の駅である。駅番号はW67。電報略号はヌナ。

## 歴史
1950年代にいわゆる仮乗降場として設置された駅の一つであった。その後の利用減少によって2016年（平成28年）と2019年（令和元年）の2回、JR北海道から廃止を打診されているが、2010年代に入り、いわゆる「秘境駅」として注目されていたことや、幌延町が2015年（平成27年）から町内の駅を活用したまちおこし事業を進めてきた経緯があり、2021年（令和3年）以降は幌延町が維持管理費用を負担して存続している。2024年（令和6年）現在、現存する仮乗降場に出自を持つ駅としては最も北にある。

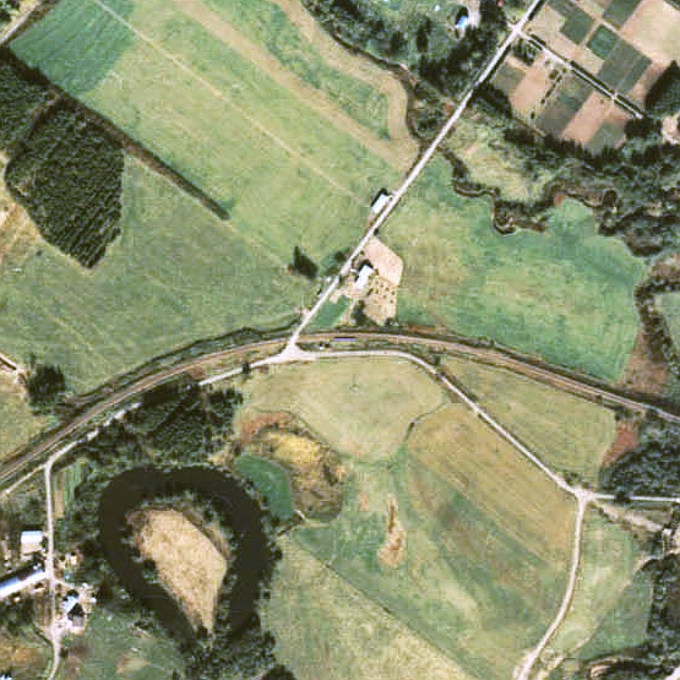
1977年の糠南仮乗降場と周囲約500m範囲。左が稚内方面。カーブの中間にあり、稚内側に踏切がある。踏切側に小さく白い屋根の待合室が見える。

### 年表
- 1955年（昭和30年）12月2日：日本国有鉄道（国鉄）宗谷本線の問寒別駅 - 雄信内駅間に糠南仮乗降場（局設定）として新設開業[1]。旅客のみ取扱い。
- 1987年（昭和62年）4月1日：国鉄分割民営化に伴い、北海道旅客鉄道（JR北海道）の所属となり旅客駅に昇格、糠南駅となる[1]。
- 1990年（平成2年）3月10日：営業キロ設定。
- 2006年（平成18年）3月18日：下りの夕方の列車が新たに停車し、1日上下計5本の列車が停車するようになる。
- 2015年（平成27年）2月20日：テレビ放映が縁で、淀川製鋼所が待合室を無償で修繕する[幌延町 3]。
- 2016年（平成28年）
  - 3月26日：同日のダイヤ改正に伴う普通列車の減便で音威子府駅 - 幌延駅間の普通列車が5往復から3往復となり、全普通列車が停車するようになる。
    - それ以前は通過する普通列車が存在した。

  - 8月下旬：JR北海道が幌延町に対し、当駅・南幌延駅・下沼駅の3駅を2017年（平成29年）3月のダイヤ改正に合わせて廃止する方針を伝える[新聞 1]。
    - この方針に対し、町長の野々村仁は北海道新聞社の取材に「廃止の提案は極めて遺憾で、到底受け入れられない」と述べた[新聞 1]。
    - その後、幌延町は、「JR北海道の経費節減策又は費用確保策の全貌が明らかになり、沿線地域の対応の方向性が定まった時点で総合的に判断する」として、当駅含む3駅の維持費・管理費を負担して1年間存続させることを決定[幌延町 4][新聞 2]。
- 2017年（平成29年）：幌延町が平成29年度一般会計に前述の廃止打診3駅の維持管理費（除草・除雪・乗降場修繕費・駅設備検査・ホーム検査・電気検査・光熱水費）として163万円（うち当駅分として54万円）を計上[幌延町 5][幌延町 6]。
  - ただし、沿線自治体で費用負担に対する考え方の足並みがそろっていないことから、2018年（平成30年）1月時点で、JR北海道から町への費用負担の請求はなかった[幌延町 6]。
- 2019年（令和元年）12月3日：JR北海道が沿線自治体に対し、宗谷本線活性化推進協議会を通じて当駅含む29駅[注釈 1]について、自治体による維持管理もしくは費用負担による存続か、2021年（令和3年）3月での廃止かの方針を2020年3月までに報告するよう要請[新聞 3]。
- 2020年（令和2年）3月28日：幌延町が2021年度から、ふるさと納税等を原資とした町による維持管理に移行することを発表[幌延町 7]。
  - 当駅の存続理由について幌延町は「秘境駅等鉄道系資産によるまちおこしの象徴的存在であり民間有志による大規模イベントも開催されていること[幌延町 7]」とした。
- 2021年（令和3年）4月：幌延町による維持管理に移行[JR北 1][新聞 4]。

### 駅名の由来
当駅の所在地近辺の地名より。以前は「ヌカナン」の字名が存在したが1959年（昭和34年）に周辺地区とともに「問寒別」に統合されている。
地名は問寒別川の支流、ヌカナン川に由来する。この「ヌカナン」はアイヌ語由来とされ、野花南など類似の地名が道内各地にあるが、これらについてアイヌ語研究者の山田秀三は「どれも語義不明」としている。
なお、更科源蔵や本多貢は、当地の「糠南」の由来として「原野の・冷たい・水（=流れ・川）」を意味する「ヌㇷ゚カナㇺペ（nupka-nam-pe）」という解釈を紹介している。

## 駅構造
単式ホーム1面1線を有する地上駅。開業時からの無人駅（幌延町管理）。分岐器を持たない棒線駅である。ホームは線路の南側（稚内方面に向かって左手側）に1両分に満たない長さの板張りのものが設置され、稚内方のスロープで駅施設外に連絡している。
駅舎は無いが、ホームから板敷きの通路を渡ったホームと同じ高さの位置に、幌延町が管理する淀川製鋼所製のプレハブ物置（ヨド物置「あぜくら」）を改造した待合所がある。小屋の内部には椅子があり、時刻表やお知らせの掲示がある他に、積雪時に使用する除雪道具なども格納されている。このほかに、かつてはホーム脇の地上部分に木造の待合所があったが、老朽化のため解体された。

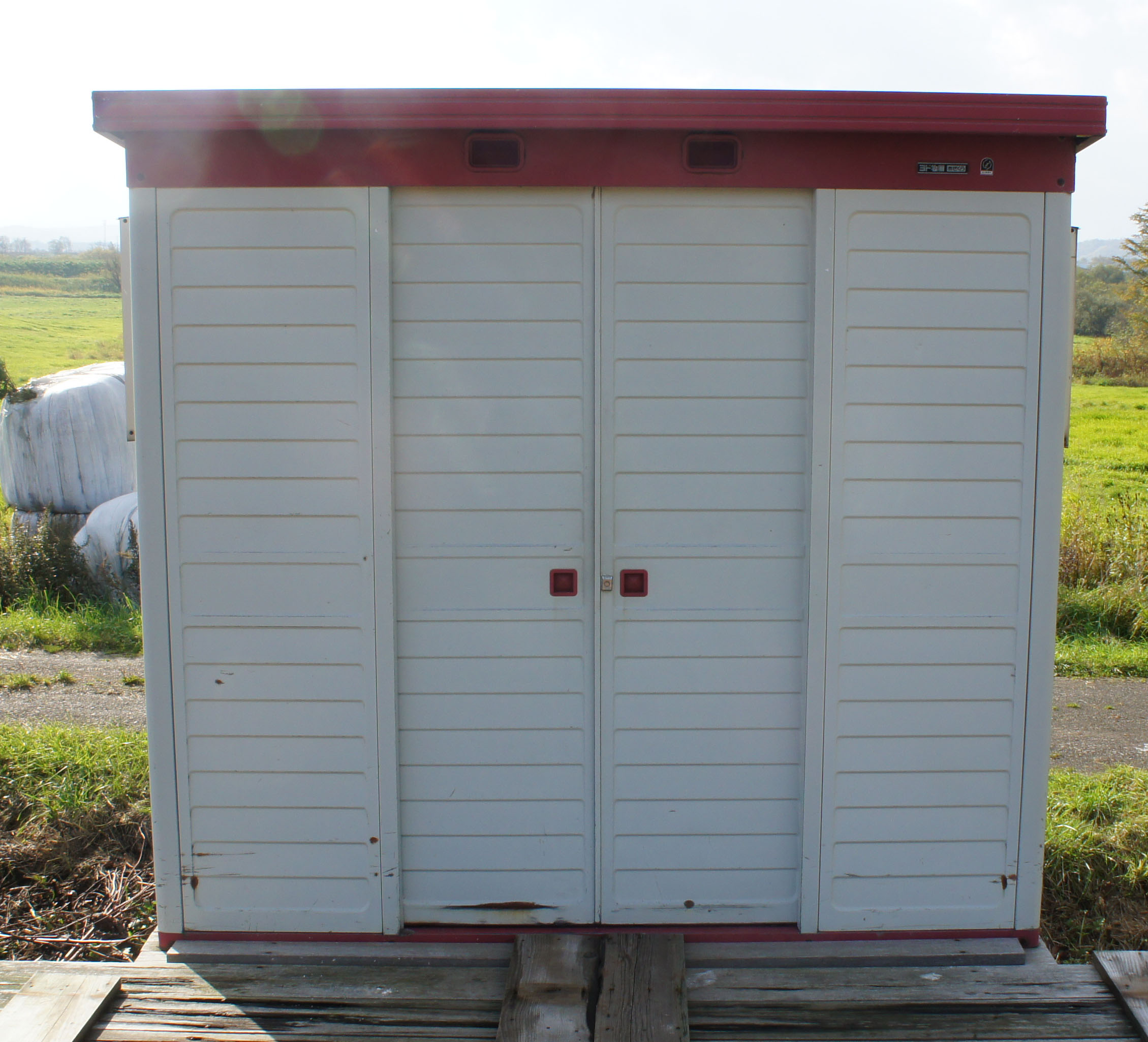
待合所（2017年10月）
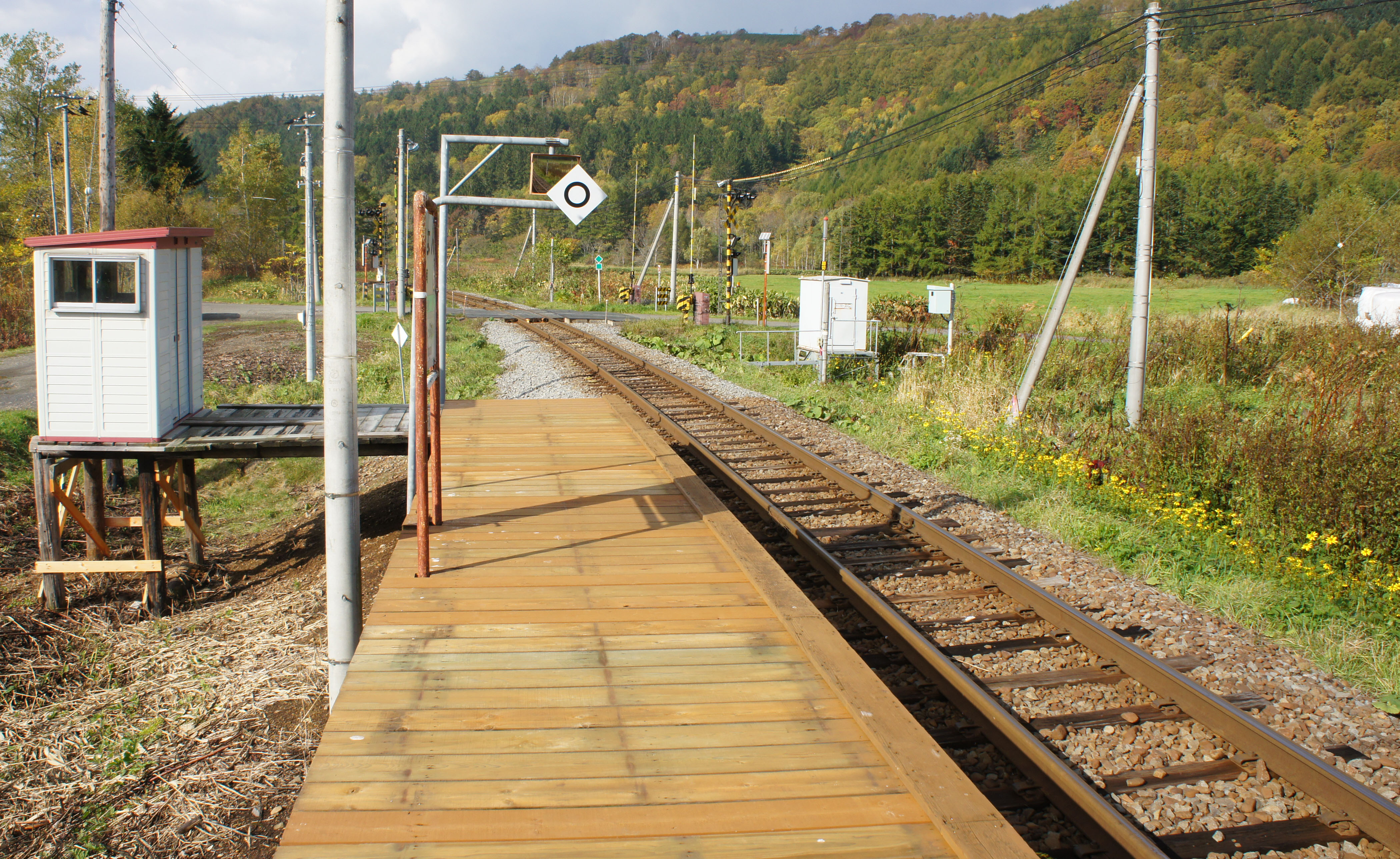
ホーム（2017年10月）
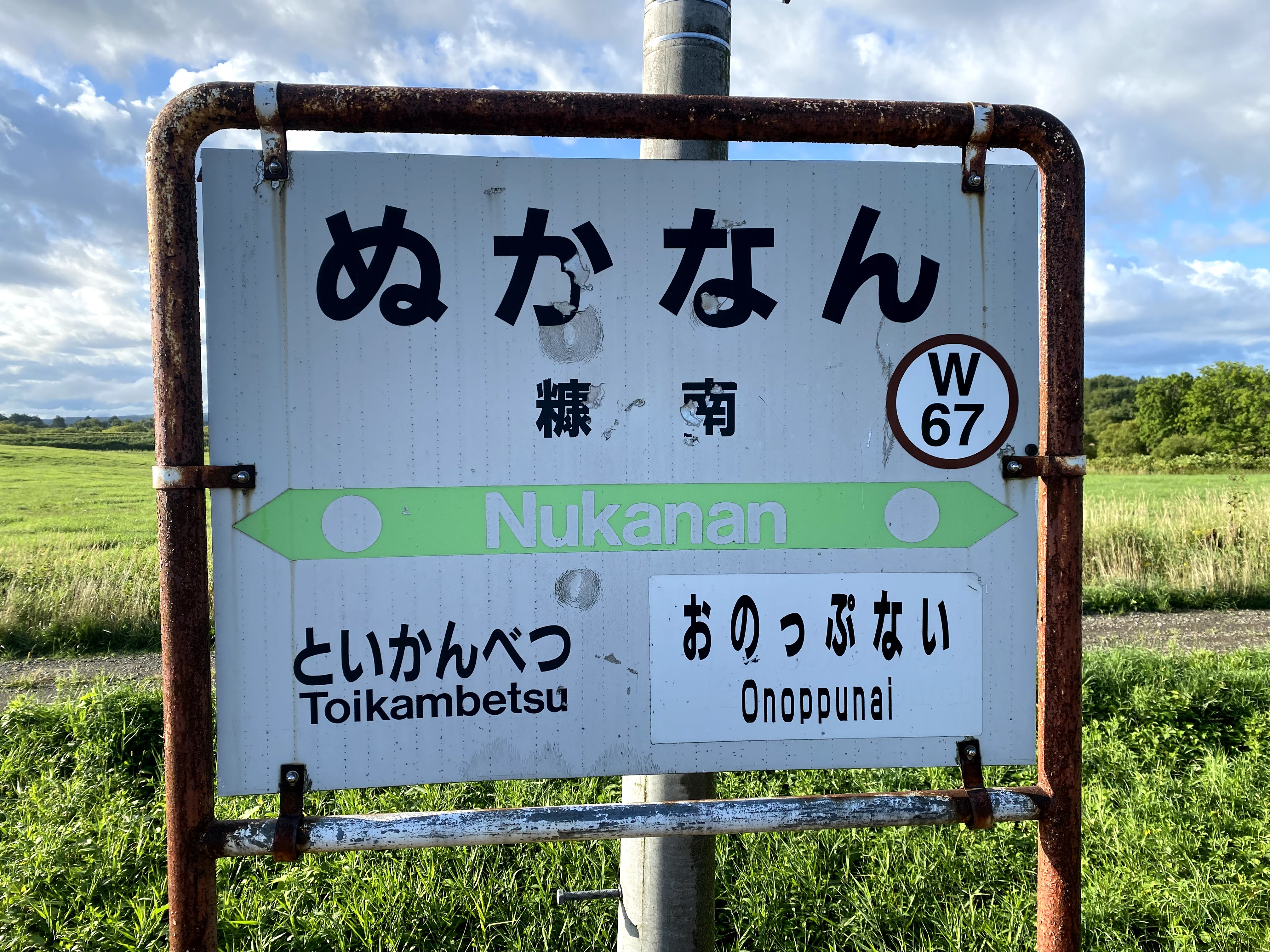
駅名標（2021年9月）
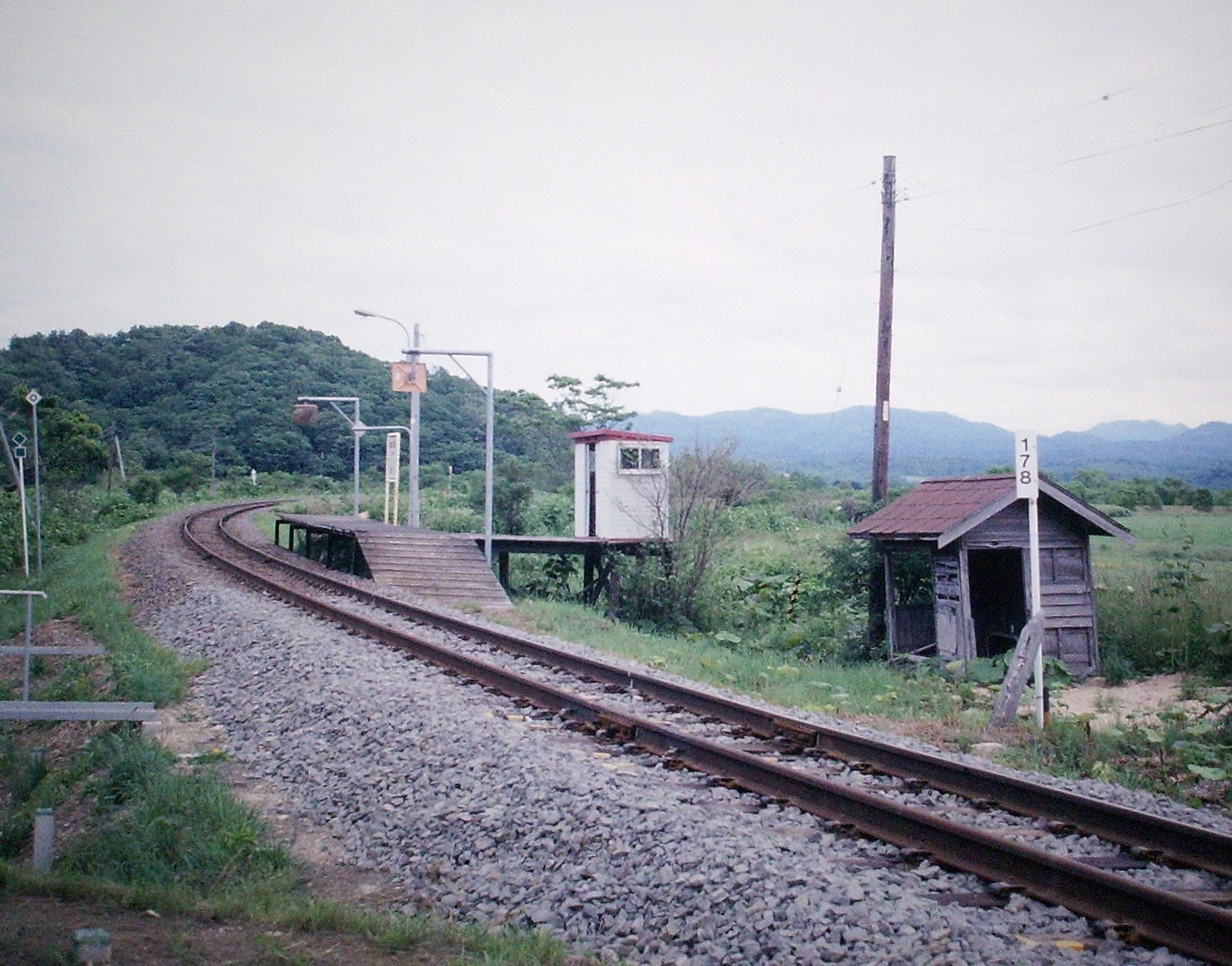
旧待合室が撤去される前の駅全景（1998年7月5日）

## 利用状況
乗車人員の推移は以下のとおり。乗降人員のみ判明している年については、2で除した値を括弧書きで記した。また、「JR調査」については、当該の年度を最終年とする過去5年間の各調査日における平均である。
幌延町では2017年（平成29年）1月現在、地元の利用者は見受けられないとしており、JR北海道の調査においても、統計上0人の年が続いている。
| 年度               | 乗車人員（人） | 乗車人員（人） | 乗車人員（人） | 出典        | 備考        |
| 年度               | 年間           | 1日平均        | JR調査         | 出典        | 備考        |
| ------------------ | -------------- | -------------- | -------------- | ----------- | ----------- |
| 1992年（平成04年） |                | (0)            |                | [ 5 ]       | 乗降人員0人 |
| 2015年（平成27年） |                |                | 1名以下        | [ JR北 2 ]  |             |
| 2016年（平成28年） |                |                | 0.0            | [ JR北 3 ]  |             |
| 2017年（平成29年） |                |                | 0.0            | [ JR北 4 ]  |             |
| 2018年（平成30年） |                |                | 0.0            | [ JR北 5 ]  |             |
| 2019年（令和元年） |                |                | 0.0            | [ JR北 6 ]  |             |
| 2020年（令和02年） |                |                | 0.0            | [ JR北 7 ]  |             |
| 2021年（令和03年） |                |                | 0.0            | [ JR北 8 ]  |             |
| 2022年（令和04年） |                |                | 0.0            | [ JR北 9 ]  |             |
| 2023年（令和05年） |                |                | 0.0            | [ JR北 10 ] |             |

## 駅周辺
当地は1909年（明治42年）に2戸が入植したことに開拓がはじまり、2年後には10戸、10年後の1919年（大正8年）には12戸となり、当駅が仮乗降場として開設された15年後の1970年（昭和45年）時点では当駅含む問寒別西地区で11戸の居住がみられた。
現在周囲は牧草地帯となっており、駅から見える範囲にある建物は2017年（平成29年）時点で、住民夫婦が住む1軒のみである。
付近では天塩川の旧河道に沿って幌延町と天塩町の境界が設定されているが、当駅周辺には架橋されていないため、天塩町方面へ向かう場合、問寒別駅方面への迂回が必要である。
- 北海道大学天塩研究林[5]
- 天塩川
- 問寒別川 - 周囲に三日月湖がある。
- ヌカナン川
- 下ヌカナン川
- 上ヌカナン川

## その他

### クリスマスパーティ
2015年（平成27年）12月24日、栃木県在住の鉄道愛好家の男性が、当駅で12月24日（クリスマス・イヴ）を過ごす、と言うチャレンジ企画を開催し、この男性を含めた道外の愛好家5人、問寒別地区内から2人、その他道内から3人、幌延町役場からの協力者2人の計12人が糠南駅でクリスマスパーティーを開催した。
翌2016年からは町の全面協力により継続開催されている。

### キャラクター
幌延町では、2016年（平成28年）に秘境駅キャラクターコンテストを実施。糠南駅のイメージキャラクターとして、前述の待合室を模した顔のネコのキャラクター「ぬかにゃん」が制定された。

## 隣の駅
北海道旅客鉄道（JR北海道）
■宗谷本線
問寒別駅 (W66) - 糠南駅 (W67) - *上雄信内駅 - （雄信内信号場） - *安牛駅 (W69) - *南幌延駅 (W70) - *上幌延駅 (W71) - 幌延駅 (W72)
*打消線は廃駅